# Le Loup dans l'ombre
Le Loup dans l'ombre (titre original : Wolf In Shadow), paru initialement en France sous le nom de L’Homme de Jérusalem, est un roman post-apocalyptique de David Gemmell paru en 1987 en anglais et en 2002 en français (traduction de Rosalie Guillaume pour les éditions Bragelonne).
Ce livre appartient à la trilogie Jon Shannow, aussi appelée trilogie des Pierres de sang, qui elle-même appartient au cycle Histoires des Sipstrassi.
Tome 1 : Le Loup dans l'ombre (paru initialement sous le titre l’Homme de Jérusalem)
Tome 2 : L’Ultime Sentinelle
Tome 3 : Pierre de sang
L'histoire se déroule sur Terre après un cataclysme et la magie est réapparue avec les Sipstrassi (appelées Pierres de sang quand elles servent à faire le mal) : Jon Shannow, l'Homme de Jérusalem, arpente le monde pour trouver Dieu et réponse à ses questions.

## Résumé
Pour libérer celle qu’il aime, le pistoléro solitaire Jon Shannow défie le tyran Abbadon et l’Empire des Enfants de l’Enfer avec l’aide du renégat Batik et du savant Archer.
Mais les véritables adversaires de l’humanité ne sont pas ceux qu’ils croient.

## Commentaires
- Au départ assez proche de Waylander, Jon Shannow est un hommage au Pale Rider, le cavalier solitaire de Clint Eastwood et au Solomon Kane de Robert E. Howard.
- La jeunesse difficile de Jon Shannow fait écho aux problèmes rencontrés par l’auteur dans sa propre jeunesse[1].
- Le terme et la notion de Rollynd semble faire référence à un autre pistoléro solitaire : Roland de Gilead (Stephen King, La Tour sombre).
- Le personnage de Pendarric, empereur d'Atlantis, apparaît aussi dans le diptyque des Pierres de pouvoirs.